# Interkosmos 15
Interkosmos 15 (Indeks COSPAR 1976-056A) – kolejny sztuczny satelita Ziemi wprowadzony na orbitę w ramach programu Interkosmos.

## Misja
Interkosmos 15 realizował zupełnie nowy program. Był to satelita technologiczny o masie 422 kg i przewidywanym czasie istnienia sześć lat, a jego zadaniem było wypróbowanie urządzeń przeznaczonych dla stacji kosmicznej Salut, w tym aparatury telemetrycznej. Lot potraktowano jako doświadczalny. Po raz pierwszy przeprowadzono próby z jednolitym systemem przekazywania danych naukowych. Stacje naziemne w Czechosłowacji, NRD, Polsce i na Węgrzech nie tylko przyjmowały, ale opracowywały napływające z pokładu satelity informacje. Zapowiedziano podłączenie do jednolitej sieci odbiorczej stacji w Bułgarii i na Kubie. Satelita poruszał się po orbicie o parametrach: perygeum 487 km, apogeum 521 km. Jedno okrążenie wokół Ziemi trwało 94,6 minuty, a nachylenie orbity wynosiło 74 stopnie. W eksperymencie tym uczestniczyli specjaliści z Bułgarii, Czechosłowacji, Polski, NRD i Związku Radzieckiego

Urządzenia satelity funkcjonowały do 28 czerwca 1975 roku, a on sam krążył jeszcze przez pięć lat